# Nokia-dallam
- Nokia-dallamA részlet megszólaltatása zongorán

Nem tudod lejátszani a fájlt?
A Nokia-dallam (a korábbi mobiltelefonokon Grande Valse ) mobiltelefonos csengőhang, melynek eredete Francisco Tárrega spanyol gitáros és zeneszerző 1902-ben írt, Gran Vals című gitárdarabjához vezethető vissza. Az eredeti műben az utolsó hang nem egy 'A', hanem 'E' üveghang.
1992-ben a Nokia ügyvezető alelnöke, Anssi Vanjoki ötletként elvitte a Gran Vals-ot Lauri Kivinenhez (ma a vállalati ügyek vezetője), és együtt kiválasztották a később Nokia tune-nek elnevezett részletet.
A részlet, amelyet a Nokia saját hangvédjegyének tart, volt az első ténylegesen beazonosítható csengőhang mobiltelefonon.
A dal hozzávetőlegesen 1,8 milliárdszor hallható naponta világszerte, ami kb. 20 000 csengést jelent másodpercenként.
A Super Furry Animals walesi együttes Wherever I lay my phone (that's my home) című dala arról szól, hogy a mobiltelefonokon hallható hang nagyon hasonlít a Nokia tune-hoz.
Khalil Fong (hongkongi énekes és a Nokia szóvivője a kínai területeken) Coconut Shell (egyszerűsített kínai írással: 椰壳) című szerzeményében egy erhu nevű, kínai kéthúros vonós hangszeren játssza le a Nokia csengőhangját.
A Nokia-dallamot később is használták a Lumia telefoncsaládnál, modernebb kivitelben.

## Fordítás
- Ez a szócikk részben vagy egészben  a   Nokia tune című angol Wikipédia-szócikk fordításán alapul.  Az eredeti cikk szerkesztőit annak laptörténete sorolja fel. Ez a jelzés csupán a megfogalmazás eredetét és a szerzői jogokat jelzi, nem szolgál a cikkben szereplő információk forrásmegjelöléseként.